# Josef Otto

Josef Otto ca. 1903 – Original im Familienbesitz

Josef Otto (* 28. September 1880 in Dieburg; † 21. Januar 1961) war ein deutscher Schwerathlet. Er holte in den Jahren 1896 bis 1926 als Allroundsportler in den Disziplinen Ringen, Stemmen, Diskuswurf, Hammerwurf, Kugelstoßen und Steinstoßen ca. 300 Ehrenpreise, darunter vier Weltmeisterschaften, 30 deutsche und 58 andere Meisterschaften.

## Biographie

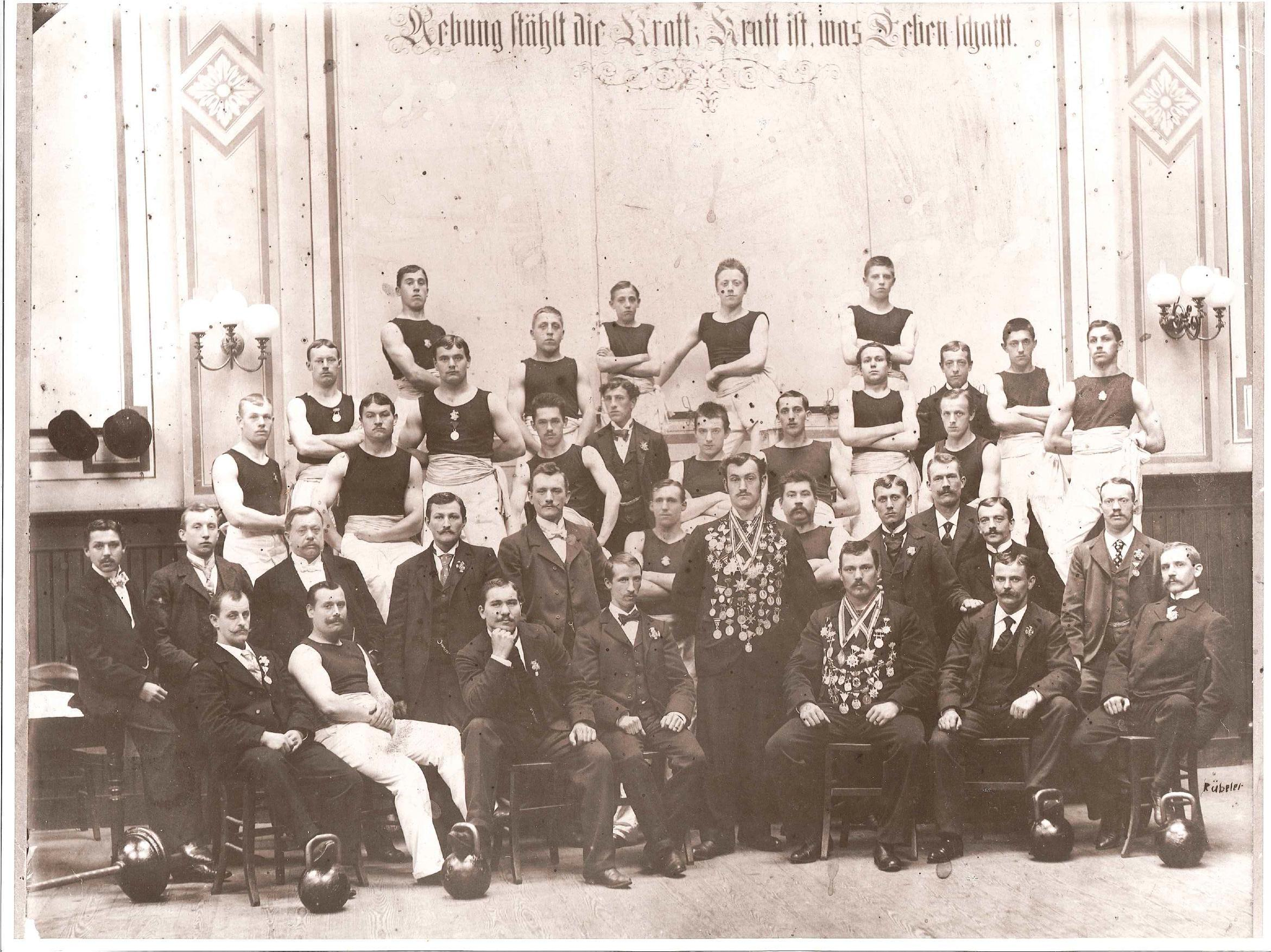
Mitglieder des Athletik-Sport-Vereins 1895 Darmstadt, Aufnahme von ca. 1905 – Original im Familienbesitz

Josef Otto war der Sohn von Joseph Otto und Anna Maria Otto. Er hatte einen Bruder, Edmund Otto. Mit seiner Frau Regina, geb. Windschmitt, hatte er 4 Kinder, Edmund, Ferdinand, Berta Augusta und Maria Elisabeth.
1896 kam Josef Otto im Alter von 16 Jahren nach Darmstadt. Dort erlernte er das Handwerk des Zimmermanns. Nachfolgend arbeitete er bis 1904 als Polier in Georg Schleidts (1878–1942) Zimmerei. Dieser war damals in der Schwerathletik erfolgreich und begeisterte Joseph Otto für den Kraftsport. Im von Schleidt 1894 gegründeten Athleten-Verein-Darmstadt waren unter anderem sein Bruder Edmund sowie Hermann Gross und Ludwig Eiberger aktiv.
Josef Otto war danach von 1904 bis 1918 als Bühnenmeister beim Darmstädter Landestheater tätig. 1922 übernahm er die Gaststätte Zum Landsberg am Ballonplatz / Ecke Alexander- und Magdalenenstrasse in Darmstadt. Dort ließ er im Jahr 1926 eine Benzinpumpe vor das Gasthaus setzen, um vom aufkommenden Automobilverkehr zu profitieren. Die mehrfach vergrößerte Anlage fiel dem Bombardement im Zweiten Weltkrieg zum Opfer. Nach dem Wiederaufbau betrieb er die Tankstelle weiter, bis er sie 1956 an seinen Sohn Edmund und seinen Enkel Josef Schlegel übergab.

## Sportlicher Werdegang und Erfolge
Um die Jahrhundertwende tat sich Josef Otto mit dem Studenten Speitel aus Pforzheim zusammen und trainierte in den Mittagspausen auf dem Exerzierplatz in Darmstadt mit der großen Eisenkugel (ohne Bleifüllung) und mit dem schweren Eisendiskus.
Bei einem internationalen Sportfest im Frankfurter Palmengarten nahm er erstmals am Diskuswettbewerb teil – damals wurde noch aus einem 2,50 m großen „quadratischen Ring“ ohne Drehung geworfen – und belegte hinter zwei Tschechen den dritten Platz.
Otto startete zuerst für den Athletik-Sport-Verein 1895 Darmstadt, später für den Darmstädter SC. Seine ersten Meisterschaften erzielte er 1898 im Ringen und 1899 in Duisburg und München auch im Steinstoßen und Stemmen. In Straßburg erhielt er nach einem dreimaligen Sieg im Diskuswurf, als erster Deutscher warf er über 40 Meter (41,70 m), den sehr begehrten Wanderpreis des damaligen kaiserlichen Statthalters von Elsaß-Lothringen Karl von Wedel.
1906, er hatte schon seine Wettbewerbe abgeschlossen, meldete ihn sein Betreuer zum Hammerwurf nach. Er kannte das Gerät nicht und wollte dies einmal ausprobieren. Auf Anhieb warf er deutschen Rekord mit über 40 Meter.
1912 konnte er wegen Krankheit nicht an den Deutschen Meisterschaften teilnehmen, sein Bruder Edmund Otto wurde in diesem Jahr Deutscher Meister im Gewichtwurf.
Ein 1913 in Breslau aufgestellter Weltrekord im Gewichtwurf –19,70, mit einem 25-Pfund-Gewicht – wurde erst nach 1960 eingestellt.
1926 wurde er noch einmal Deutscher Meister im Stemmen bei den Deutschen Schwerathletik-Meisterschaften in Frankfurt am Main.

## Platzierungen
| Jahr | Platz           | Stil/Disziplin                       | Gewichtsklasse | Ergebnis                                                                         |
| 1898 | 1.              | Ringen                               |                | Maingauverband des Deutschen Athletenverbandes                                   |
| 1899 | Diverse Erfolge | Ringen, Stemmen, Steinstoßen, Diskus |                | Duisburg, München, in Straßburg erhält Otto den Wanderpreis des Grafen von Wedel |
| 1901 | 3.              | Griechisch-römisches Ringen          | Schwergewicht  | Deutsche Meisterschaften.                                                        |
| 1903 | 1.              | Griechisch-römisches Ringen          | Schwergewicht  | Deutsche Meisterschaften, Verbandsfest, Stuttgart, Deutscher Athletenverband     |
| 1904 | 1.              | Diskuswurf                           |                | Weltmeister, in Duisburg                                                         |
| 1904 | 1.              | Steinstoßen                          |                | Weltmeister in Duisburg                                                          |
| 1905 | 1.              | Schleuderballwurf                    |                | Frankfurt, Verband für Turnsport                                                 |
| 1906 | 1.              | Schleuderballwurf                    |                | Nürnberg, FC Franken Nürnberg                                                    |
| 1906 | 1.              | Diskuswurf                           |                | Deutscher Rekord 41,70 m                                                         |
| 1909 | 1.              | Kugelstoßen                          |                | Deutsche Meisterschaften                                                         |
| 1910 | 1.              | Kugelstoßen                          |                | Deutsche Meisterschaften                                                         |
| 1910 | 3.              | Kugelwurf 3 kg                       |                | Frankfurt, Internationale Ausstellung für Sport und Spiel                        |
| 1913 | 1.              | Gewichtwurf                          |                | Weltrekord 19,55 m mit 25-Pfund-Gewicht                                          |
| 1913 | 1.              | Steinstoßen                          |                | Weltmeisterschaft,                                                               |
| 1914 | 1.              | Kugelstoßen                          |                | Olympia Prüfungskampf, Frankfurt a./M.                                           |
| 1926 | 1.              | Stemmen                              |                | Deutscher Meister, Deutsche Schwerathletik Meisterschaften in Frankfurt a/Main   |